# BBC Prime
BBC Prime était une chaîne de télévision britannique de la BBC. Elle était diffusée en Europe et au Moyen-Orient mais ne l'était pas au Royaume-Uni. Elle cesse d'exister le 11 novembre 2009 et est remplacée par BBC Entertainment, créée en 2006.

## Histoire
BBC Prime débute officiellement à 19h00 GMT le jeudi 26 janvier 1995, date à laquelle l'ancien BBC World Service Television est officiellement fermé pour être scindé en deux chaînes de télévision distinctes, BBC Prime et BBC World.
Cet objectif s'inscrivait dans le cadre d'une nouvelle stratégie de la BBC pour l'Europe, dans laquelle l'ancien service devait être scindé et confié à European Channel Management, l'entreprise commune créée avec Pearson. L'objectif était d'atteindre 10 millions de foyers en Europe à la fin de l'année 1995 ; le service existant atteignait 2,3 millions de foyers. 75 % de la production provenait de la BBC, tandis que les 25 % restants provenaient de Thames.
Le 4 mars 1999, BBC Prime est lancé en Afrique subsaharienne sur la plate-forme DStv.